# Volkgeist
Volkgeist či Volksgeist, z Volk (národ, lid) a Geist (duch, duše, smyšlení), je německý výraz pro „duch národa“ či „duch lidu“. V představách německých romantiků byl Volkgeist základem jedinečnosti každého národa; jeho lidových písní a pověstí, ale také nejstarších forem práva. Podle Johanna Gottfrieda von Herdera byl nejdůležitějším projevem tohoto ducha národní jazyk, což významně ovlivnilo pangermánské hnutí a chápání všech mluvčích němčiny jako jediného národa. Pojem byl důležitý také pro chápání německého práva, dějin a jazyka v díle Jacoba Grimma.
Významné místo zaujímala idea Volkgeistu také ve völkisch a nacistické ideologii. Rasový teoretik Hans F. K. Günther se domníval, že také náboženství je produktem tohoto ducha a jen skrze „rasovou psychologii“ lze odlišit, co je v dochované germánské tradici původní a co je pozdější příměsí. Tento přístup mu umožnil odmítnout jakékoliv doklady, které neodpovídaly jeho obrazu ideálního árijského náboženství; i starobylé texty mohly být podle jeho názoru kontaminovány. Na druhou stranu považoval za autentický produkt národního ducha relativně novodobé texty umělců, jako byl William Shakespeare, Johann Joachim Winckelmann, Friedrich Hölderlin nebo Johann Wolfgang Goethe. V pojetí indologa Walthera Wüsta, prezidenta Ahnenerbe, byl národní duch Němců a Indogermánů něčím věčným, nezávislým na historii. Jeho nejtypičtějším ztělesněním měl pak být *Djéus Ptér, „Nebeský otec“.